# Fort Lauderdale
Fort Lauderdale (ofte forkortet som Ft. Lauderdale, kendt som USA's Venedig) er en amerikansk by beliggende i delstaten Florida. Byen har 182.760 (2020) indbyggere. Den er administrativt centrum for det amerikanske county Broward County.
Fort Lauderdale er kendt for dens strande, kunst, kultur og events, og er en populær turistdestination.

## Transport
Udenfor byen ligger Fort Lauderdale-Hollywood Internationale Lufthavn med flytrafik til mange destinationer i Amerika og til Københavns Lufthavn fra november 2013.
Byen har med jernbaneselskaberne Amtrak, Tri-Rail og Brightline direkte forbindelser til blandt andre Miami, West Palm Beach, Orlando, Tampa og Jacksonville i Florida, samt andre byer i det østlige USA, herunder Washington D.C. og New York City.

## Kendte personer fra Fort Lauderdale
- Nadine Sierra (født 1988), sopran
- Logan Sargeant (født 2000), racerkører (F1)